# Cora Slocomb

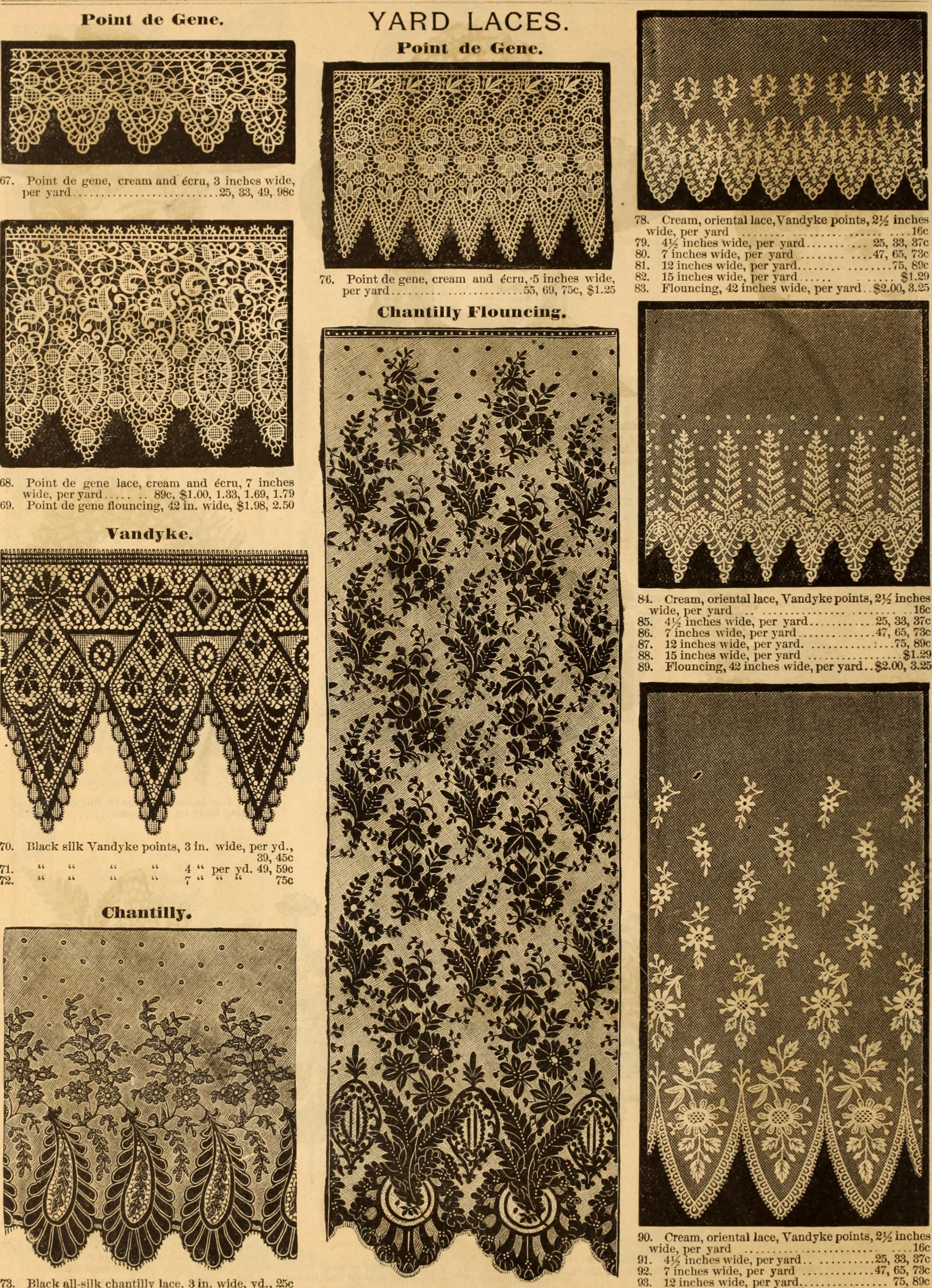
Illustrated fashion catalogue, summer 1890

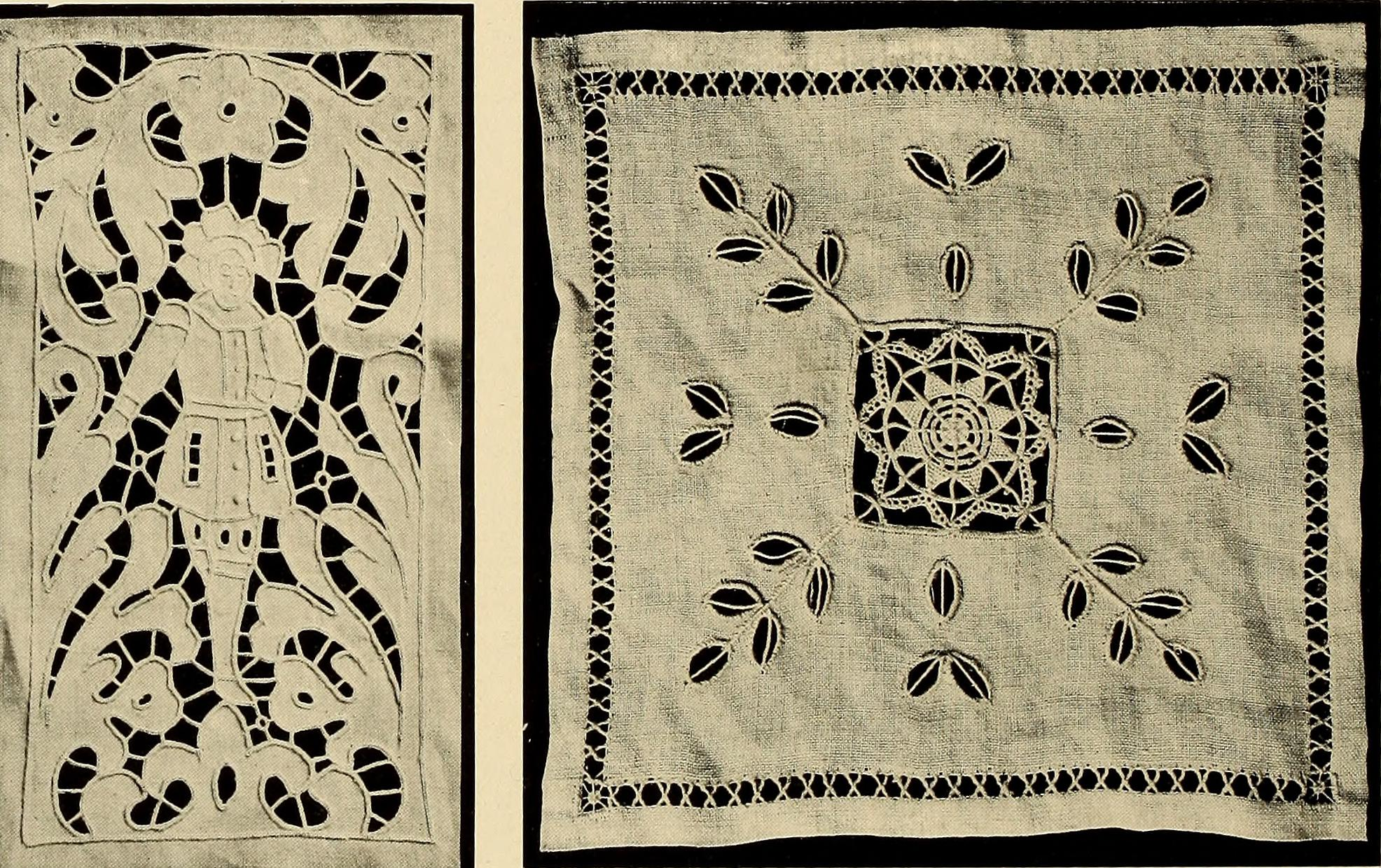
Ricami intagliati con pizzi, 1890

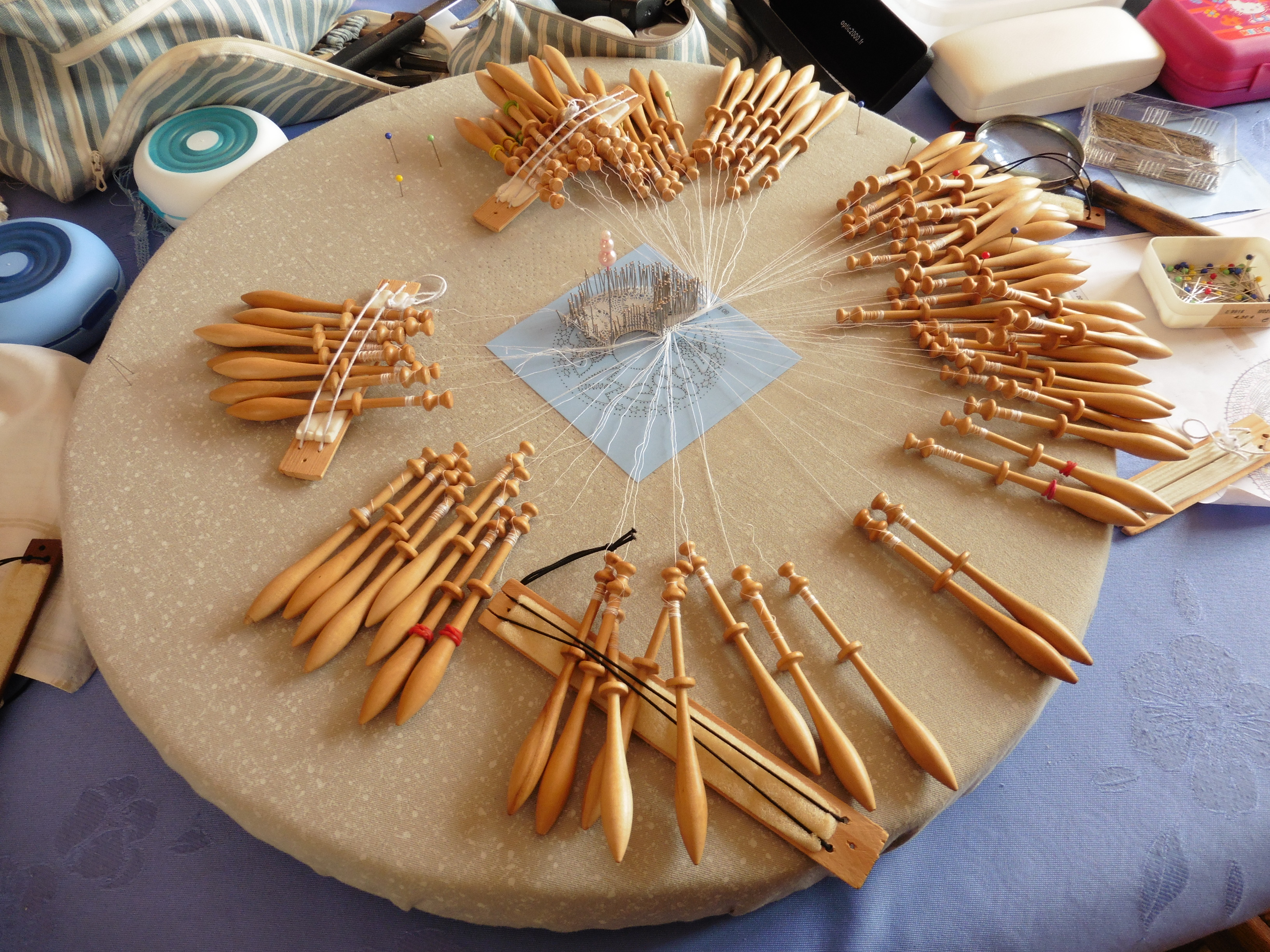
Merletto a fuselli

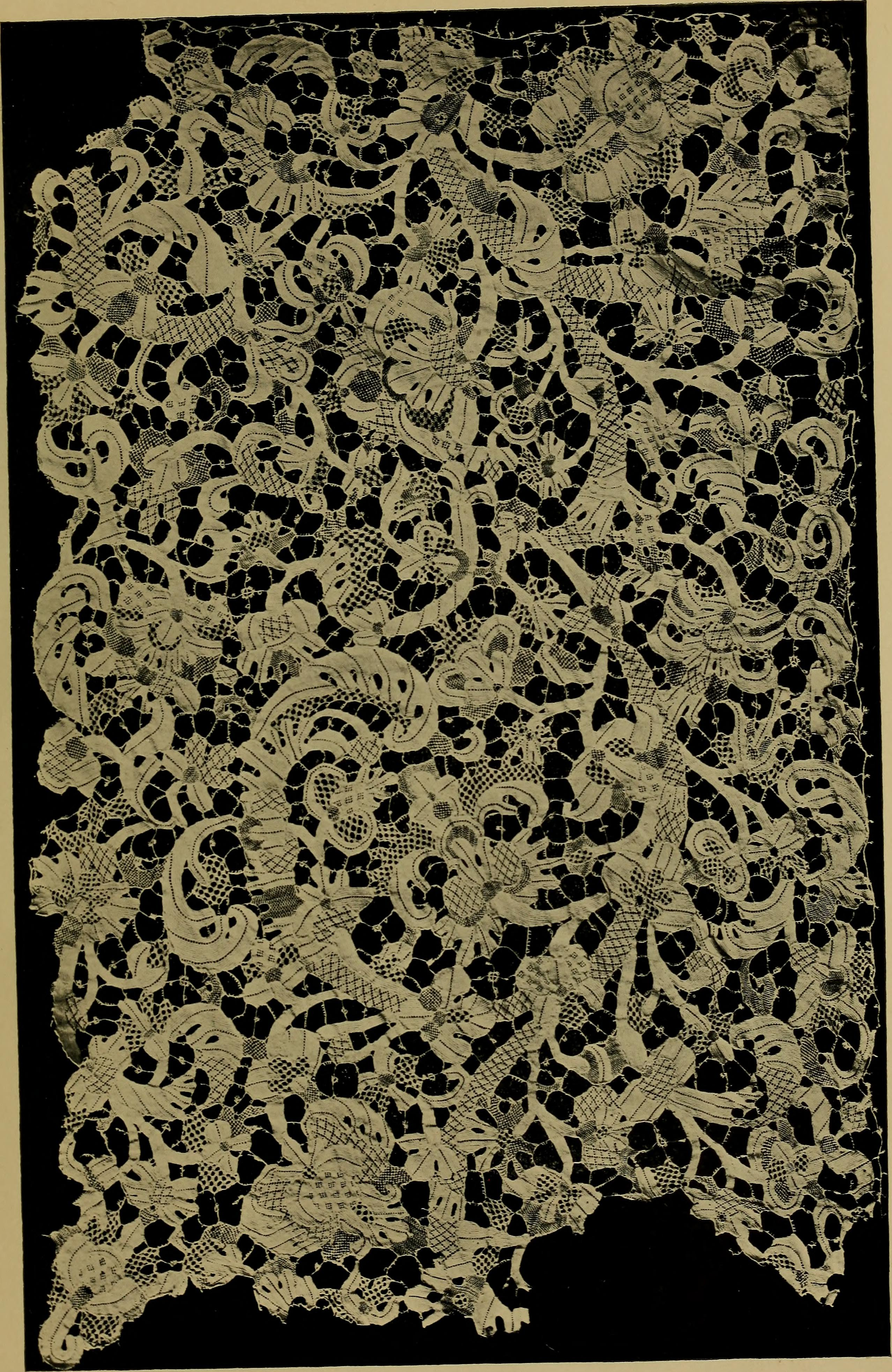
Pizzo Vevezia, 1902

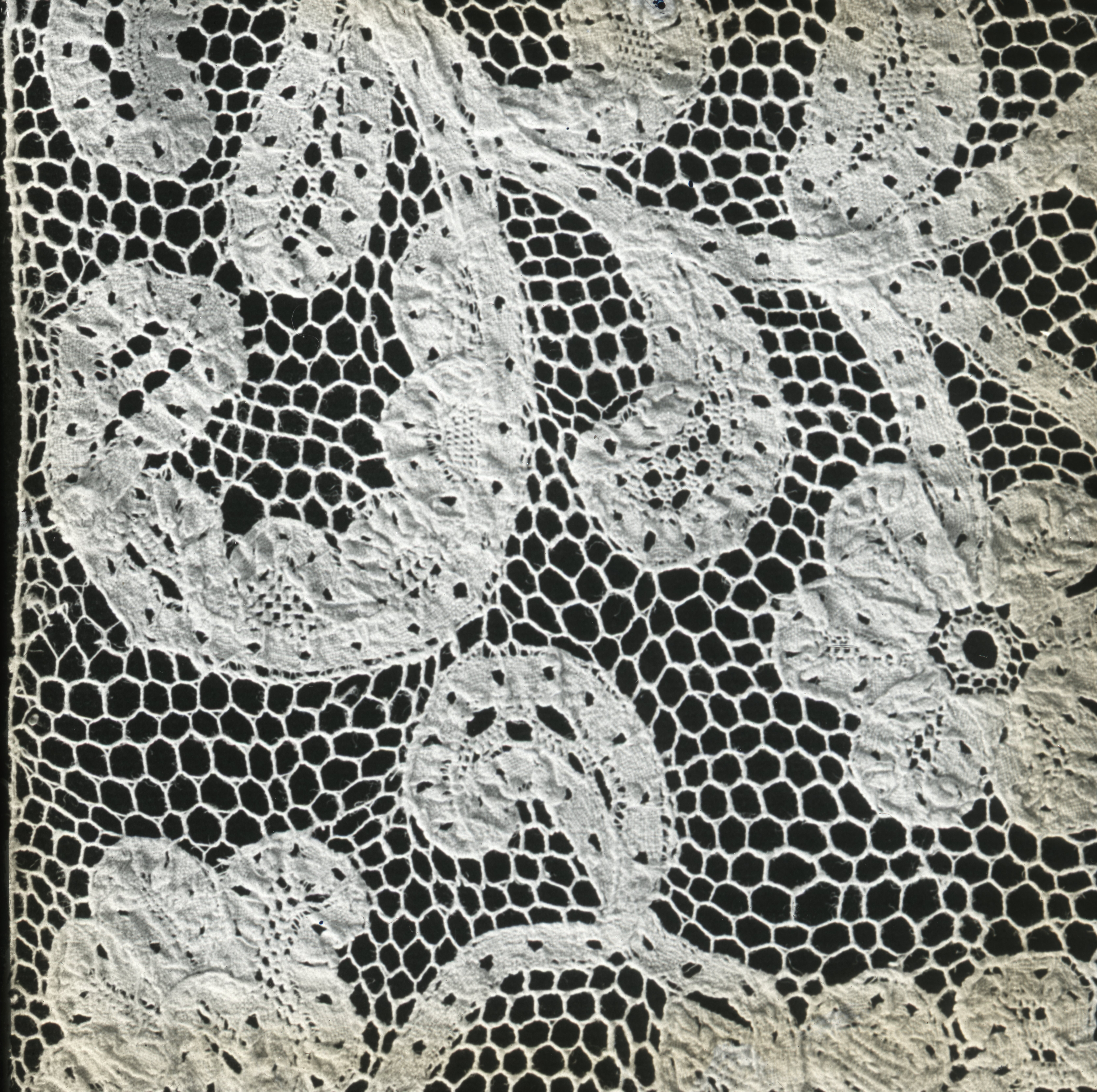
Pizzo a tombolo

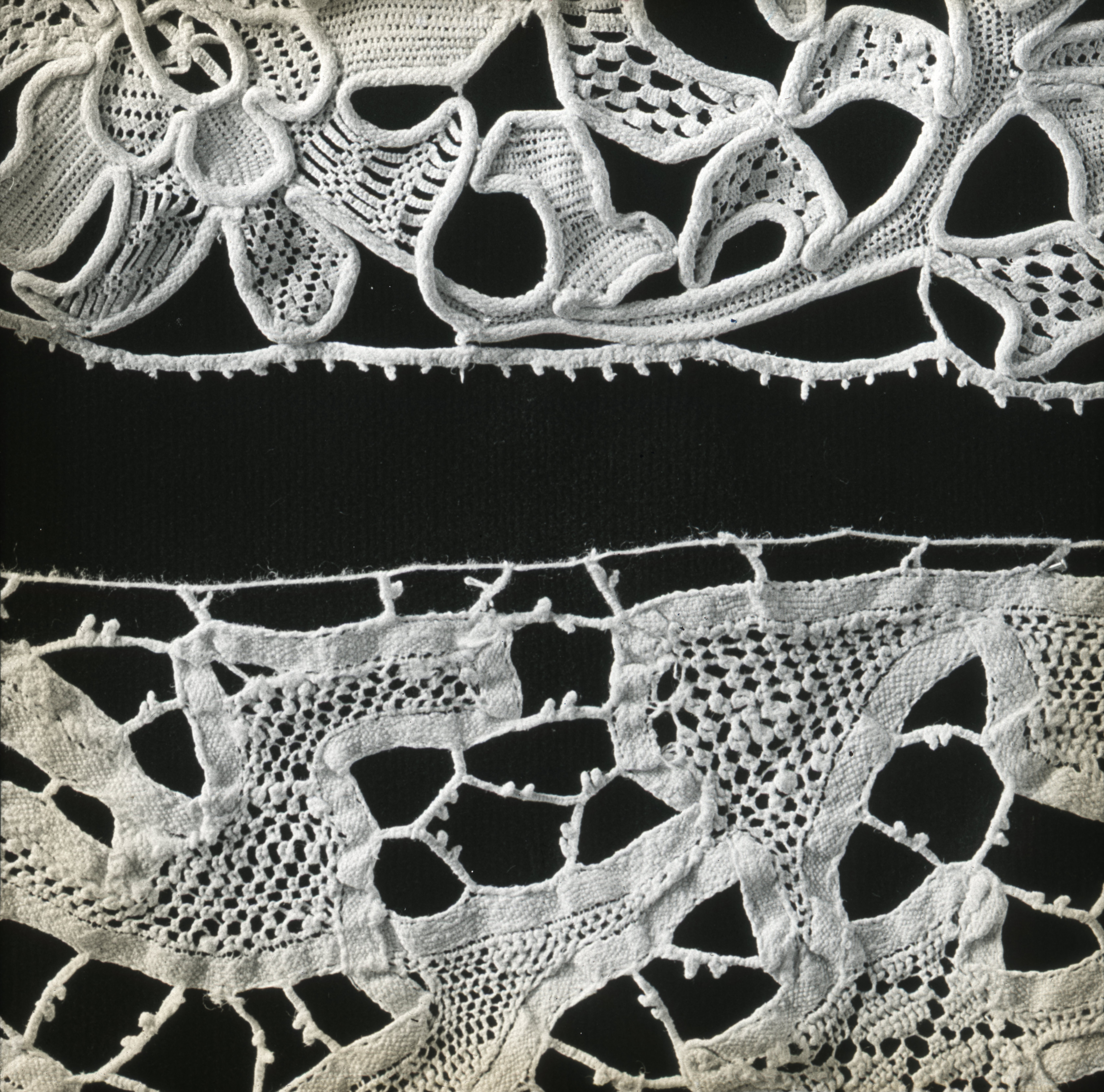
Pizzi di Burano

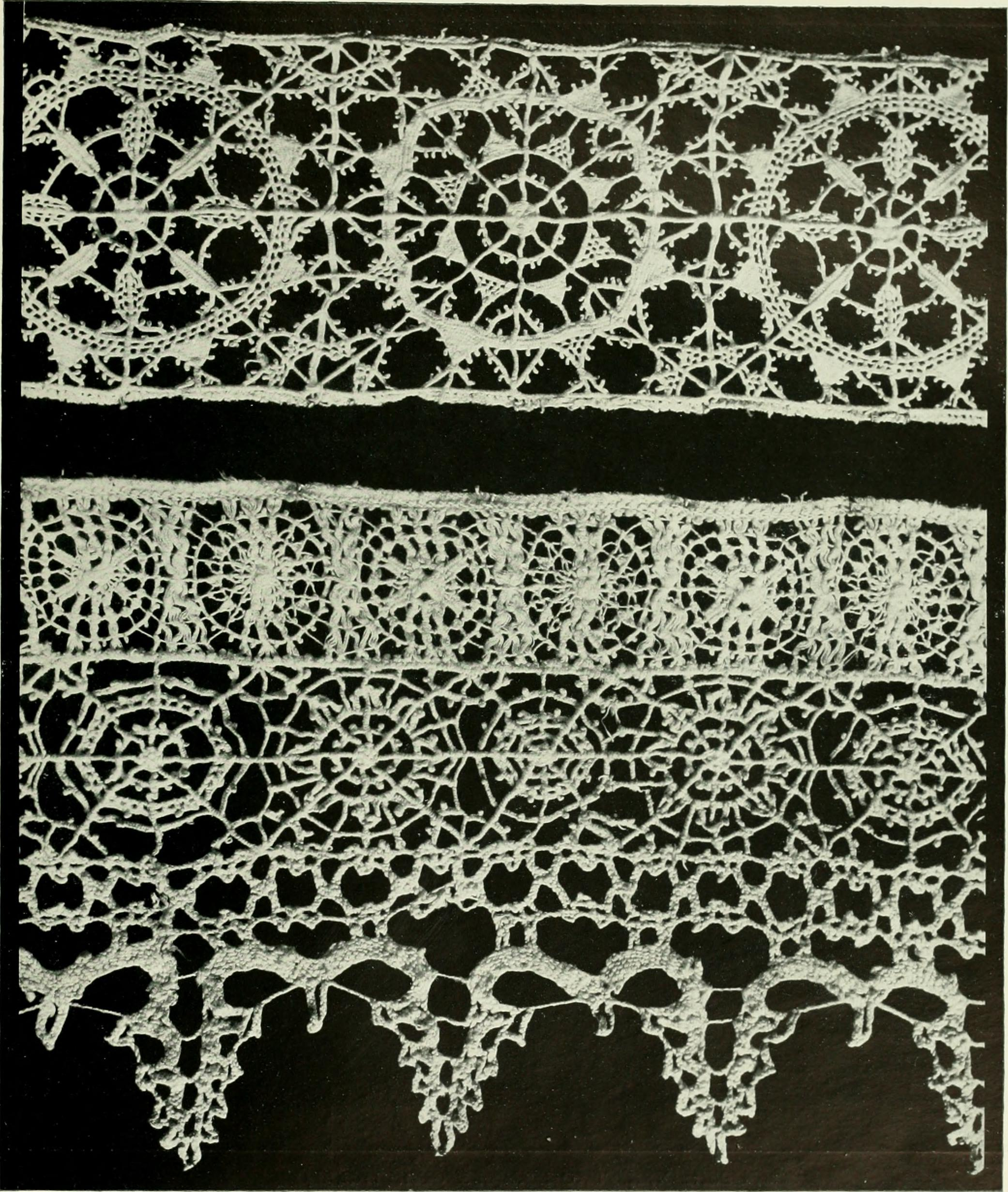
Merletti, 1908

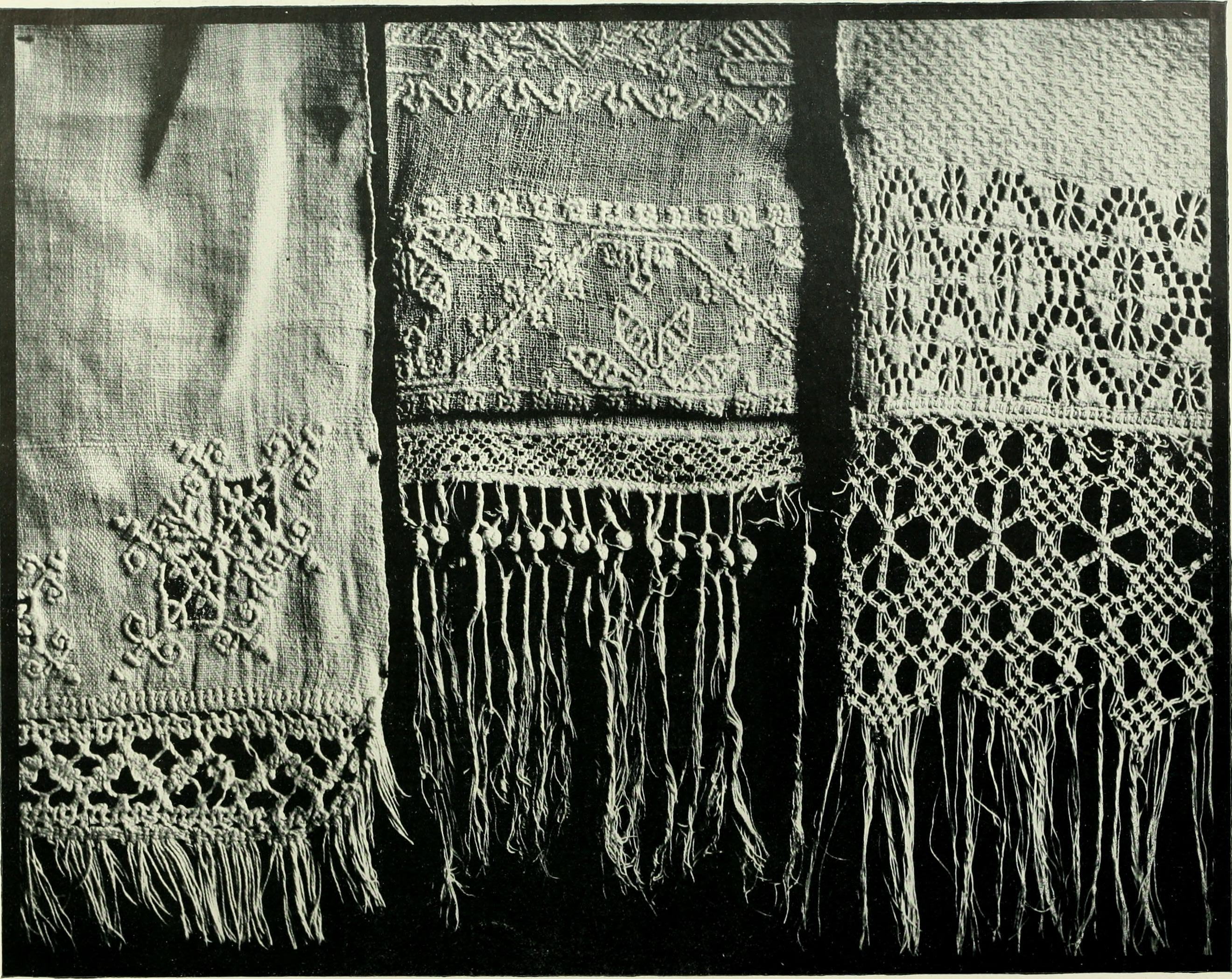
Asciugamani con ricami e frange intrecciate, 1908

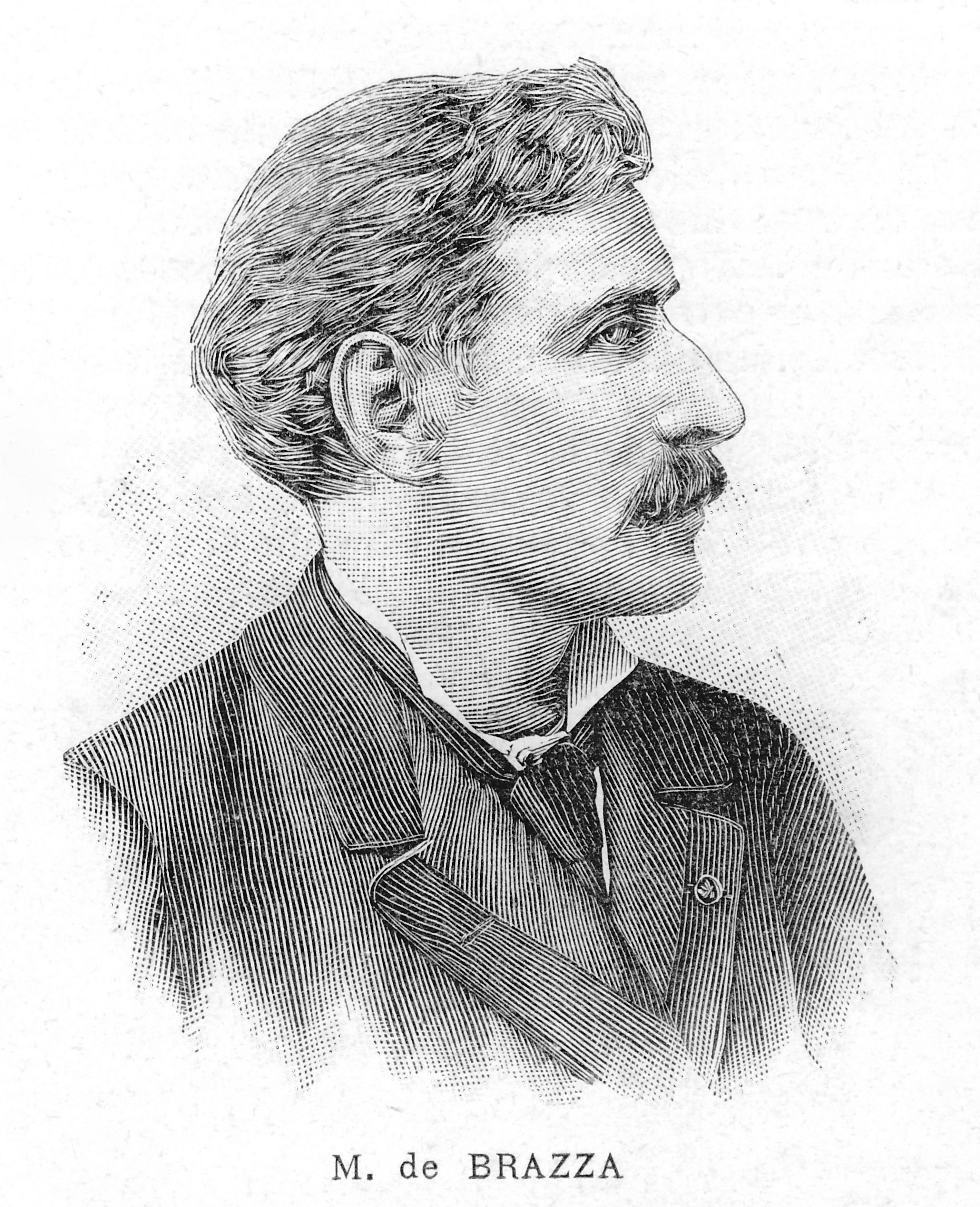
Pietro Savorgnan di Brazzà

Cora Slocomb (New Orleans, 7 gennaio 1862 – Roma, 24 agosto 1944) è stata un'educatrice, filantropa e femminista statunitense.

## Biografia
Cora Slocomb era figlia unica del capitano Cuthbert Harrison Slocomb (1828-1873) e di Abigail (Abby) Sarah Day. Il padre comandava e finanziava il V Battaglione dei Confederati, nella Guerra Civile Americana; la madre era una quacquera osservante. Si racconta che il padre portò un messaggio al generale Lee, cavalcando a briglia sciolta di fronte a un reggimento di nordisti che gli sparavano contro, ma senza colpirlo.
Cora parlava correntemente francese e tedesco, aveva vissuto Europa, si sentiva cosmopolita e possedeva spirito ecumenico. Intollerante del fondamentalismo e delle ingiustizia sociale, si batteva per l'emancipazione femminile. All'Accademia di Monaco studiò pittura sotto la guida del pittore americano Frank Duvenek. Dipingeva ad acquerello e disegnava merletti. Nel 1887 conobbe a Roma il conte friulano Detalmo Savorgnan di Brazzà. Colpita dal tifo e ricoverata in sanatorio a Sorrento, fu lì raggiunta da Detalmo. Si sposarono il 18 ottobre, a New York. Cora e Detalmo ebbero unʼunica figlia, Idanna, che sposò il generale Giuseppe Pirzio-Biroli. Sono pronipoti di Cora sia Idanna Pucci, sia Detalmo Pirzio-Biroli. Nel 1897 Cora pubblicò a Boston il suo romanzo An American Idyll, con sue illustrazioni.

### Vita in Italia
I Coniugi Savorgnan di Brazzà si stabilirono in Italia: trascorrevano l'inverno a Roma, a Palazzo Brazzà e l'estate nellʼantico castello di Brazzà, a Moruzzo. Detalmo era un gentiluomo di campagna: inventò una macchina di registrazione postale e una pompa per fornire acqua al castello e alla stalla. Cora trasformò il parco del castello di Brazzà in un giardino all'inglese, a forma di trifoglio, con un laghetto artificiale. A Santa Margherita del Gruagno, a Villa Miramonte, Cora creò nel 1891 la prima delle sue sette scuole di merletto a fuselli. Utilizzò i locali di una torre neogotica, realizzata con mattoni delle vicine fornaci. Il regolamento dettato da Cora aveva come motto: «Fate agli altri ciò che vorreste fosse fatto a voi». Cora voleva educare e procurare lavoro alle ragazze povere. Nel 1892 un centinaio di ragazze, dai sette ai venti anni, avevano imparato lʼarte dei fuselli.
Cora possedeva una cultura raffinata: sensibile al fascino del Cinquecento italiano come del Liberty, fondeva nei suoi disegni per merletti il gusto antico con il moderno. Era convinta che lʼindipendenza economica avrebbe accresciuto nelle donne la propria autostima, indispensabile per le rivendicazioni di parità. A Fagagna, nel 1892, la sua allieva Angelica Marcuzzi realizzò una scuola di merletti.
Il progresso industriale favoriva i grandi opifici, ma non i lavori domestici, come il merletto, il ricamo e la tessitura. Grazie a Cora, la produzione dei merletti divenne un settore portante dellʼeconomia femminile friulana. Cora pagava il lavoro a cottimo e provvide ogni scuola di una cassetta di risparmio, per sostenere le allieve ammalate. L'industria dei pizzi si specializzò anche nel riprodurre trine policrome e con fili di refe mescolati a fili in oro e in argento.

### Le prime esposizioni
Lʼ8 settembre 1891 Cora e Detalmo organizzarono al castello di Brazzà la prima Esposizione Agricola di emulazione fra i contadini e per le Piccole Industrie, con un premio per la "creatività". Vi parteciparono Moruzzo e altri sette Comuni limitrofi. Furono presentati i biscotti Delser e bamboline vestite da merlettaie. C'era un gruppo di bambine, allieve di Cora, che lavoravano il merletto a tombolo.
Nel 1893 all'Esposizione Universale di Chicago, Cora fu premiata con medaglia dʼoro, per una collezione di antichi ricami e di merletti italiani, inviati dalla regina Margherita di Savoia e da nobildonne italiane. Ottenne anche di far assegnare all'Italia un giorno d'onore nazionale, nell'anniversario della scoperta dell'America da parte di Cristoforo Colombo, il 12 ottobre. Cora pubblicò anche una guida sugli antichi merletti italiani, A Guide to Old and New Lace in Italy, con dedica alla Regina Margherita e, per la importazione di merletti, ottenne una riduzione sui dazi doganali americani. Cora pronunciò il discorso Life of the Italian Woman in the Country, davanti al Congress of Women di Chicago e fu eletta presidentessa del Committeon Peace and Arbitration dell'American National Council of Women. Il campionario esposto da Cora a Chicago oggi fa parte delle collezioni del Museo delle Arti Applicate, di Filadelfia. 
Le scuole di Cora ebbero due medaglie dʼoro alla grande Esposizione di Parigi del 1900 e medaglie alle esposizioni di Londra del 1904, di Liegi del 1905, e di Copenaghen e di Vicenza del 1908.

### Industrie Femminili Italiane
A maggio 1903, per atto notarile nasceva a Roma la cooperativa Industrie Femminili Italiane (I.F.I.). Cora Slocomb fu eletta presidente e il marito segretario. Le I.F.I. si organizzarono in 24 Comitati locali italiani, gestiti da "patronesse": Ancona, Assisi, Bergamo, Brescia, Catania, Cividale, Forlì, Firenze, Legnago, Livorno, Macerata, Mantova, Messina, Napoli, Padova, Palermo, Perugia, Pisa, Rieti, Roma, Torino, Trapani, Urbino, Udine. Ars Umbra, che già esisteva, divenne la denominazione del Comitato regionale femminile umbro. Il Comitato di New York, ideato con lo scopo di aiutare le figlie degli immigrati italiani, fu fondato da Florence Colgate e da Carolina Amari, che aveva una sua scuola di ricami a Trespiano. A Passignano sul Trasimeno, una scuola fu creata a Villa del Pischiello, dalla marchesa Romeyne Robert Ranieri di Sorbello. I manufatti prodotti dai Comitati erano esportati soprattutto in America, dove c'erano punti di vendita a New York, a St. Louis, a Baltimora, a Washington e a New Orleans.

### Altre iniziative
Il processo contro l'emigrata italiana Maria Barbella, accusata di omicidio, iniziò a New York l'11 luglio 1895. Per l'incomprensione dell'Italiano e per la scarsa difesa degli avvocati d'ufficio, cinque giorni dopo Maria fu condannata alla sedia elettrica: era la seconda condanna a morte di una donna. Consapevole della discriminazione degli emigrati italiani, Cora Slocomb promosse una vigorosa campagna per la revisione processuale, mobilitando suoi amici newyorkesi. Il nuovo processo si concluse con una sentenza di non colpevolezza, per incapacità di intendere e di volere al momento del delitto.
Per incrementare l'occupazione femminile, Cora di Brazzà fondò a Fagagna una fabbrica che produceva bambole vestite con costumi tradizionali friulani, colombe bianche da appendere sulle culle e animali di peluches. Cora disegnava i modelli e importava dagli Stati Uniti i materiali.
Cora di Brazzà disegnò una bandiera della Pace, con il motto Pro Concordia Labor (Io lavoro per la Pace), nei tre colori giallo, viola e bianco, da lei scelti perché nessuna bandiera nazionale aveva questi colori: quindi impossibile confonderla. Come simbolo la bandiera aveva due mani intrecciate.
Commercializzava le viole di Brazzà - bianche, doppie, profumate e con l'occhio bianco - create in serra, grazie a lunghe selezioni, da suo cognato Filippo di Brazzà. Le donne friulane le coltivavano lungo i filari delle viti e le proteggevano d'inverno con gusci d'uovo. Cora vendeva la Viola Blue Compte de Brazza in Europa, ma anche in Egitto, nell'Impero Ottomano, in Russia e negli Stati Uniti. Vendeva, insieme, viole e merletti.
Incentivò la produzione dei biscotti della fabbrica Delser: fragranti, oblunghi e adatti a colazione, portavano impressa la scritta Brazzà.

### Ultimi anni
Fu colpita da una misteriosa malattia, forse per il troppo impegno, perse la memoria e fu ricoverata in una casa di cura: aveva 44 anni. Trasferita in un appartamento del manicomio di Imola, Detalmo andò a trovarla regolarmente, fino alla morte, nel 1922. Dopo un soggiorno a Roma, nella sua Villa Giuseppina sulla via Nomentana, Cora tornò a Brazzà nel 1927, assistita da una suora. Non recuperò mai la memoria. Non fu conscia né dello scoppio della I e della II Guerra mondiale, né della morte del marito e della figlia.
Aveva programmato una Scuola estiva internazionale di arte, musica, lingue, agricoltura, economia domestica e lavori femminili, a Santa Margherita del Gruagno, ma a causa della sua malattia il progetto non fu mai realizzato. La proposta di intitolare la moratoria contro la pena di morte, in memoria di Cora Savorgnan di Brazzà, ha raccolto milioni di firme.